# جون دوران
جون جايدر دوران بالاسيوس (بالإسبانية: Jhon Jader Durán Palacios) (13 ديسمبر 2003) هو لاعب كرة قدم كولومبي يلعب كمهاجم مع نادي النصر في الدوري السعودي والمنتخب كولومبي.

## نشأته
وُلد دوران في سرقسطة، ثم انتقل مع عائلته إلى حي أرانخويث في ميديلين.

## مسيرته الكروية

### إنفيغادو
خاض دوران أول مباراة احترافية له مع نادي إنفيغادو في 13 فبراير 2019 ضد خاخواريس دي كوردوبا في كأس كولومبيا، بعد أن لعب في الفئات السنية للنادي منذ أن كان في الحادية عشرة من عمره.
سجل دوران هدفه الأول في 1 سبتمبر، خلال ثالث مباراة له مع الفريق ضد ريونيغرو أغيلاس. وبذلك أصبح ثاني أصغر لاعب يسجل هدفًا في الدوري الكولومبي لكرة القدم عن عمر 15 عامًا و8 أشهر.
في أكتوبر 2020، أُدرج اسم دوران ضمن قائمة الغارديان لأفضل 60 موهبة شابة في كرة القدم العالمية.

### شيكاغو فاير
في 11 يناير 2021، أعلن نادي شيكاغو فاير توصله إلى اتفاق للتعاقد مع دوران من نادي إنفيغادو بعقد مبدئي مدته ثلاث سنوات، مع خيار التمديد لعامين إضافيين. وكان من المقرر أن يبدأ العقد في 1 يناير 2022. وبلغت قيمة الصفقة نحو 1.5 مليون جنيه إسترليني. جاء التعاقد بناءً على توصية من المدير الفني للنادي سيباستيان بيلزر، الذي اكتشف دوران أثناء متابعته للاعب آخر في ناديه السابق.
خاض دوران أول مباراة له مع شيكاغو فاير في 26 فبراير 2022 ضد إنتر ميامي. وسجل هدفه الأول للنادي في 14 مايو 2022 ضد نادي سينسيناتي.

### أستون فيلا
في 16 يناير 2023، أعلن نادي أستون فيلا عن توصله إلى اتفاق لضم دوران، بشرط اجتيازه الفحص الطبي والتوصل لاتفاق شخصي وحصوله على تأشيرة العمل.
غادر دوران معسكر المنتخب الكولومبي المشارك في بطولة أمريكا الجنوبية تحت 20 سنة 2023 للسفر إلى إنجلترا من أجل إتمام الصفقة، والتي أُعلن عن إتمامها رسميًا في 23 يناير. بلغت قيمة الصفقة 14.75 مليون جنيه إسترليني، مع إضافات تصل إلى 3 ملايين جنيه إسترليني.
في 16 يناير 2023، أعلن نادي أستون فيلا الإنجليزي عن اتفاق لتوقيع عقد مع دوران: بشرط الفحص الطبي والشروط الشخصية وتأشيرة العمل. غادر دوران معسكر كولومبيا لبطولة أمريكا الجنوبية تحت 20 سنة 2023 للسفر إلى إنجلترا لإكمال الصفقة، والتي أصبحت رسمية في 23 يناير. تم الإبلاغ عن أن رسوم الانتقال كانت 14.75 مليون جنيه إسترليني مبدئيًا، مع إمكانية إضافة 3 ملايين جنيه إسترليني أخرى كإضافات. في 4 فبراير، ظهر دوران لأول مرة في الدوري الإنجليزي الممتاز كبديل في وقت متأخر من المباراة التي خسرها الفريق 4-2 أمام ليستر سيتي.
في 20 أغسطس، سجل دوران هدفه الأول مع فيلا كبديل في مباراة الفوز 4-0 على إيفرتون. في 31 أغسطس، سجل دوران هدفه الأول في مسابقة أوروبية في الفوز 3-0 في دوري المؤتمر الأوروبي على نادي هيبرنيان الاسكتلندي. في سبتمبر، سجل دوران في مباراة بالدوري ضد كريستال بالاس، والتي حصلت على جائزة هدف الموسم لأستون فيلا في حفل توزيع جوائز نهاية الموسم للنادي. في 13 مايو 2024، سجل أول ثنائية له مع النادي بتسجيله أهداف متأخرة في التعادل 3-3 ضد ليفربول بعد تأخره بهدفين، مما حافظ على سعي ناديه للحصول على مكان في دوري أبطال أوروبا.
بينما ارتبط اسمه بالانتقال إلى وست هام يونايتد وتشيلسي، لم يتم تضمين دوران في تشكيلة فيلا قبل الموسم، وتسبب في الجدل من خلال تقليد لفتة «مطارق» وست هام في بث مباشر. ومع ذلك، في 17 أغسطس، سجل دوران هدف الفوز في فوز 2-1 على وست هام، بعد أن شارك كبديل، واحتفل بإعادة التزامه بأستون فيلا. ثم سجل أهداف فوز متتالية كبديل ضد ليستر سيتي وإيفرتون، وكان الأخير تسديدة بعيدة المدى لاقت إشادة واسعة النطاق. في 2 أكتوبر، سجل هدفه الأول في دوري أبطال أوروبا، ليضمن فوزًا 1-0 على بايرن ميونخ بتسديدة عالية من مسافة بعيدة على مانويل نوير. بعد خمسة أيام، وقع دوران عقدًا جديدًا مع فيلا حتى عام 2030. في نفس اليوم، تم اختيار هدفه ضد إيفرتون كهدف الشهر من قِبل بي بي سي لشهر سبتمبر. تم اختيار دوران كأفضل لاعب في فيلا لشهر سبتمبر، كما تم منح هدفه ضد إيفرتون جائزة هدف الشهر في الدوري الإنجليزي الممتاز الرسمية لذلك الشهر. في 26 ديسمبر، طُرد دوران في مباراة بالدوري ضد نيوكاسل يونايتد، وتم تغريمه لاحقًا وإيقافه لثلاث مباريات.

### النصر
في 31 يناير 2025، انضم دوران إلى نادي النصر السعودي من أستون فيلا مقابل رسوم غير معلنة، وقيل إنها 64 مليون جنيه إسترليني بالإضافة إلى الإضافات. سجل هدفين في أول ظهور له في الدوري السعودي للمحترفين في 7 فبراير في فوز 3-0 على أرضه على الفيحاء. أصبح أول لاعب يسجل هدفين في أول ظهور له مع النصر في تاريخ الدوري منذ إعادة تسميته في عام 2008.[بحاجة لمصدر]

## مسيرته الدولية
مثل دوران منتخب كولومبيا تحت 17 سنة في بطولة أمريكا الجنوبية تحت 17 سنة 2019.
خاض أول مباراة له مع منتخب كولومبيا في 24 سبتمبر 2022 ضد غواتيمالا، حيث دخل بديلاً لراداميل فالكاو بين شوطي المباراة. في 28 مارس 2023، سجل هدفه الدولي الأول ضد اليابان في أول مباراة له كأساسي مع المنتخب الكولومبي.

## الإحصائيات

### النادي
آخر تحديث من المباراة التي لُعبت في 7 فبراير 2025
.
| النادي             | الموسم   | الدوري                   | الدوري | الدوري  | الكأس الوطني | الكأس الوطني | كأس الدوري | كأس الدوري | قاري   | قاري    | المجموع | المجموع |
| النادي             | الموسم   | الدرجة                   | الظهور | الأهداف | الظهور       | الأهداف      | الظهور     | الأهداف    | الظهور | الأهداف | الظهور  | الأهداف |
| ------------------ | -------- | ------------------------ | ------ | ------- | ------------ | ------------ | ---------- | ---------- | ------ | ------- | ------- | ------- |
| نادي إنفيغادو      | 2019     | الدوري الكولومبي         | 10     | 1       | 1            | 0            | —          | —          | —      | —       | 11      | 1       |
| نادي إنفيغادو      | 2020     | الدوري الكولومبي         | 13     | 1       | 2            | 0            | —          | —          | —      | —       | 15      | 1       |
| نادي إنفيغادو      | 2021     | الدوري الكولومبي         | 24     | 7       | 1            | 1            | —          | —          | —      | —       | 25      | 8       |
| نادي إنفيغادو      | المجموع  | المجموع                  | 47     | 9       | 4            | 1            | —          | —          | —      | —       | 51      | 10      |
| شيكاغو فاير الثاني | 2022     | إم إل إس نيكست برو       | 2      | 0       | —            | —            | —          | —          | —      | —       | 2       | 0       |
| شيكاغو فاير        | 2022     | الدوري الأمريكي          | 27     | 8       | 1            | 0            | —          | —          | —      | —       | 28      | 8       |
| شيكاغو فاير        | المجموع  | المجموع                  | 29     | 8       | 1            | 0            | —          | —          | —      | —       | 30      | 8       |
| أستون فيلا         | 2022–23  | الدوري الإنجليزي الممتاز | 12     | 0       | —            | —            | —          | —          | —      | —       | 12      | 0       |
| أستون فيلا         | 2023–24  | الدوري الإنجليزي الممتاز | 23     | 5       | 1            | 0            | 1          | 0          | 12     | 3       | 37      | 8       |
| أستون فيلا         | 2024–25  | الدوري الإنجليزي الممتاز | 20     | 7       | 0            | 0            | 2          | 2          | 7      | 3       | 29      | 12      |
| أستون فيلا         | المجموع  | المجموع                  | 55     | 12      | 1            | 0            | 3          | 2          | 19     | 6       | 78      | 20      |
| النصر              | 2024–25  | الدوري السعودي للمحترفين | 1      | 2       | —            | —            | —          | —          | 1      | 0       | 2       | 2       |
| الإجمالي           | الإجمالي | الإجمالي                 | 132    | 31      | 6            | 1            | 3          | 2          | 20     | 6       | 161     | 40      |

1. ↑  تشمل كأس كولومبيا، كأس الولايات المتحدة المفتوحة، كأس الاتحاد الإنجليزي، وكأس الملك
2. ↑  تشمل كأس رابطة الأندية الإنجليزية المحترفة
3. ↑  المباريات في دوري المؤتمر الأوروبي
4. ↑  المباريات في دوري أبطال أوروبا
5. ↑  المباراة في دوري أبطال آسيا للنخبة

### المنتخب
آخر تحديث من المباراة التي لُعبت في نوفمبر 2024.
| المنتخب الوطني | العام   | الظهور | الأهداف |
| -------------- | ------- | ------ | ------- |
| كولومبيا       | 2022    | 3      | 0       |
| كولومبيا       | 2023    | 5      | 1       |
| كولومبيا       | 2024    | 7      | 1       |
| المجموع        | المجموع | 15     | 2       |

آخر تحديث من المباراة التي لُعبت في 19 نوفمبر 2024.
يتم إدراج نتيجة كولومبيا أولاً، ويشير عمود النتيجة إلى النتيجة بعد كل هدف لدوران.
| # | التاريخ        | المكان                                                 | م. | الخصم   | الهدف | النتيجة | المسابقة               | م.     |
| - | -------------- | ------------------------------------------------------ | -- | ------- | ----- | ------- | ---------------------- | ------ |
| 1 | 28 مارس 2023   | ملعب يودوكو ساكورا، أوساكا، اليابان                    | 5  | اليابان | 1–1   | 2–1     | كأس كيرين 2023         | [ 39 ] |
| 2 | 15 أكتوبر 2024 | ملعب متروبوليتانو روبيرتو ميلينديز، بارانكيا، كولومبيا | 13 | تشيلي   | 3–0   | 4–0     | تصفيات كأس العالم 2026 | [ 40 ] |

## الإنجازات
كولومبيا
- كوبا أمريكا الوصيف: 2024

الفردية
- لاعب الشهر في أستون فيلا: مايو 2024،[41] سبتمبر 2024[30]
- هدف الشهر في أستون فيلا: سبتمبر 2023،[42] مارس 2024،[43] أغسطس 2024،[44] سبتمبر 2024،[30] أكتوبر 2024
- جائزة هدف الشهر في الدوري الإنجليزي الممتاز: سبتمبر 2024[31]
- هدف بي بي سي للشهر[الإنجليزية]: سبتمبر 2024[45]

## وصلات خارجية
- جون دوران على موقع الاتحاد الأوربي (الإنجليزية)
- جون دوران على موقع الدوري الأمريكي (الإنجليزية)
- جون دوران على موقع قاعدة بيانات كرة القدم.إي يو (الإنجليزية)
- جون دوران على موقع ليكيب (الفرنسية)
- جون دوران على موقع ناشيونال فوتبول تيمز (الإنجليزية)
- جون دوران على موقع Soccerbase.com (لاعب) (الإنجليزية)
- جون دوران على موقع Soccerway.com (الإنجليزية)
- جون دوران على موقع عالم كرة القدم.نت (الإنجليزية)
- جون دوران على موقع AS.com (الإسبانية)